# 哈特兰研究所

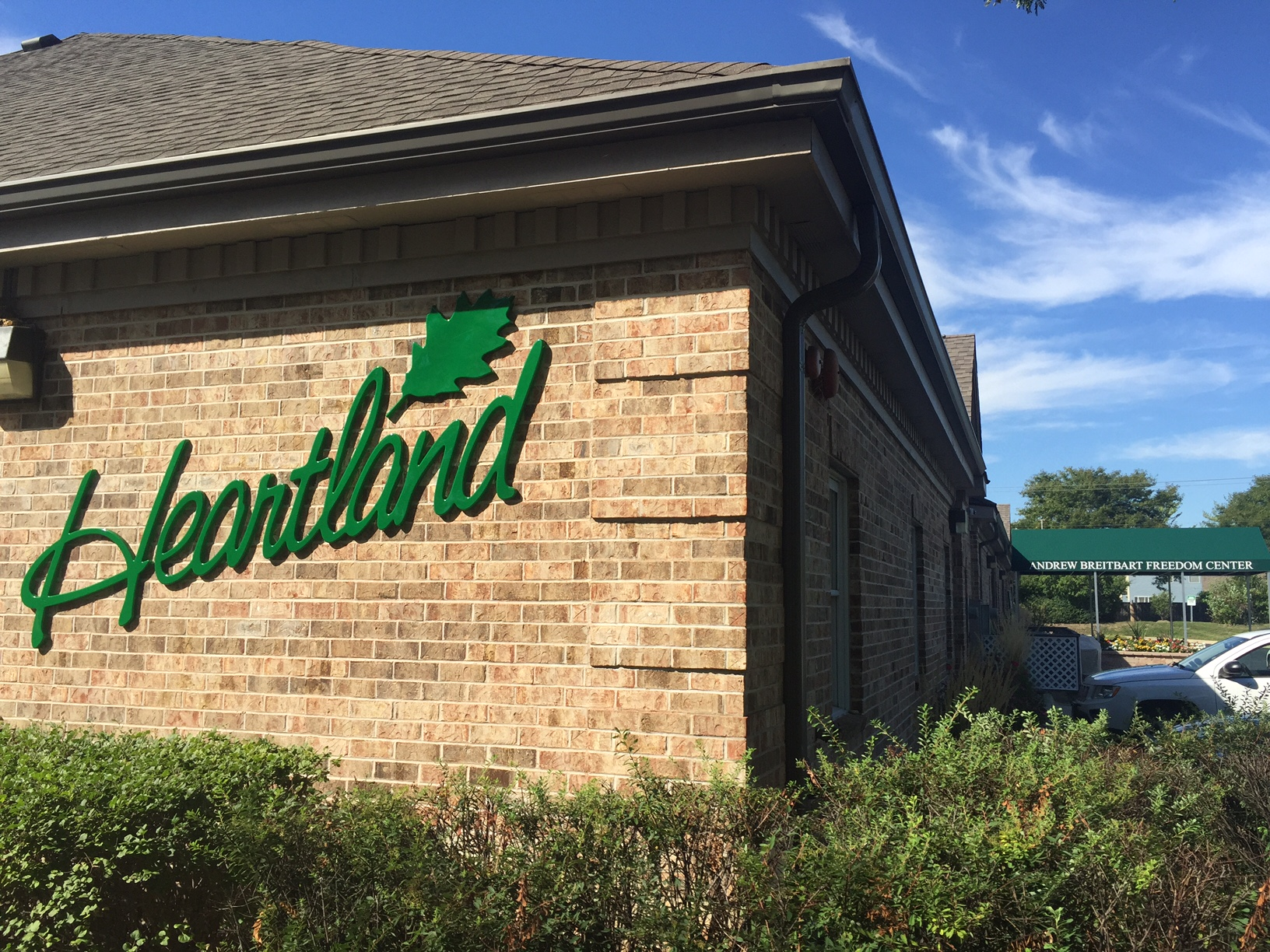
哈特兰研究所

哈特兰研究所是一家支持美國保守主義和美國自由意志主義的501(c)(3)組織以及非營利組織、智庫，該組織拒不承認关于气候变化的科学共识以及香烟对健康的影响。 哈特兰研究所也是冷静头脑联盟中的成員之一。
哈特兰研究所成立于1984年，總部位於芝加哥。20世纪90年代時該研究所就一直与烟草公司菲利普莫里斯合作，不承認二手烟帶來的健康风险，并游说國會撤銷禁烟令。  :233–234自21世纪以来，哈特兰研究所一直支持以及傳播全球暖化否定說 ，並因而遭到环保主义者的反對。